# John Vallely
John Stephen Vallely (Newport Beach, 3 ottobre 1948) è un ex cestista statunitense, professionista nella NBA.

## Carriera
Venne selezionato dagli Atlanta Hawks al primo giro del Draft NBA 1970 (14ª scelta assoluta).

## Palmarès
- 2 volte campione NCAA (1969, 1970)
- NCAA AP All-America Third Team (1970)